# Mount Muir
Mount Muir is een berg in het Sierra Nevada-gebergte, Californië. De berg ligt circa 1,5 kilometer ten zuiden van Mount Whitney.
De 4.273 meter hoge berg is vernoemd naar de Schots-Amerikaanse geoloog en natuurbeschermer John Muir, die de oprichter van de Sierra Club is.
Het zuidelijkste deel van het langeafstandswandelpand John Muir Trail volgt de westkant van Mount Muir en eindigt op de piek van Mount Whitney.